# العودة للبراري
العودة للبراري هو فيلم رسوم متحركة كوميدي قادم من بطولة آيلا فيشر، تيم مينشن، إريك بانا، غاي بيرس وميراندا تابسيل. عرض الفيلم على نتفليكس في 10 ديسمبر 2021.